# Skvoz' ogon'
Skvoz' ogon' (Сквозь огонь) è un film del 1982 diretto da Leonid Pavlovič Makaryčev.

## Trama
Il film racconta del ragazzo Pavlik, che, insieme alla madre, è finito nel territorio occupato dai nazisti. La madre è stata arrestata. Pavlik era orfano e andò a piedi a Leningrado